# Litteraturåret 1930

## Priser och utmärkelser
- Nobelpriset – Sinclair Lewis, USA[1]
- De Nios Stora Pris – Erik Blomberg och Bertel Gripenberg
- Svenska Akademiens stora pris – Emil Zilliacus

## Nya böcker

### A – G
- August av Knut Hamsun
- Avsked till Hamlet av Eyvind Johnson
- Bakom masker (radiodrama) av Hjalmar Bergman
- Clownen Jac av Hjalmar Bergman
- De knutna händerna av Vilhelm Moberg
- En döddansares visor (diktsamling) av Nils Ferlin
- Ett barns memoarer av Selma Lagerlöf[2]
- Goda grannar, trogna grannar av Levi Rickson (’Jeremias i Tröstlösa’)

### H – N
- Handlingarna i målet av Dorothy L. Sayers
- Hattstugan av Elsa Beskow[3]
- Honung och malört av William Somerset Maugham
- Jordisk prosa av Artur Lundkvist
- Kämpande ande av Pär Lagerkvist
- Lyra och Hades av Vilhelm Ekelund
- Mannen utan egenskaper (del 1) av Robert Musil
- Mina städers ansikten av Ivar Lo-Johansson
- Narziss och Goldmund av Hermann Hesse

### O – Ö
- Oskuld och arsenik av Dorothy L. Sayers
- På friköpt jord av Gustav Hedenvind-Eriksson
- På snålskjuts genom Europa av Josef Kjellgren
- Scener ur framtidens liv av Georges Duhamel
- Själarnas maskerad av Pär Lagerkvist
- Spår och tecken av Vilhelm Ekelund
- Svart stad av Artur Lundkvist
- The 42nd Parallel av John Dos Passos
- Tolv hav av Stina Aronson
- Vile bodies av Evelyn Waugh
- Urskog [A Selva] av Ferreira de Castro

## Födda
- 1 januari – Jean-Pierre Duprey, fransk poet och skulptör.
- 23 januari – Derek Walcott, saintluciansk författare, nobelpristagare 1992.
- 22 februari – Edward D. Hoch, amerikansk deckarförfattare.
- 27 februari – Martin Lönnebo, svensk biskop emeritus i Linköpings stift och författare.
- 19 mars – Lina Kostenko, ukrainsk poet.
- 11 april – Anton LaVey, amerikansk författare, den moderna satanismens grundare.
- 23 april – Margareta Ekström, svensk författare, översättare och litteraturkritiker.
- 18 maj – Fred Saberhagen, amerikansk science fiction-författare.
- 23 maj – Paul Andersson, svensk poet.
- 30 maj – Peter Sandelin, finlandssvensk poet och bildkonstnär.
- 6 juni – Lars Bergquist, svensk författare och diplomat.
- 14 juni – Christer Kihlman, finlandssvensk författare och litteraturkritiker.
- 8 juli – Lennart Sjögren, svensk författare och bildkonstnär.
- 11 juli – Harold Bloom, amerikansk litteraturvetare och litteraturkritiker.
- 2 augusti – Inger Sandberg, svensk författare.
- 7 augusti – Majken Johansson, svensk författare, översättare och frälsningssoldat.
- 8 augusti – Lars Björkman, svensk författare och manusförfattare.
- 16 augusti – Robert Culp, amerikansk skådespelare, regissör och författare.
- 27 september – Gunnar Fredriksson, svensk författare och tidningsman.
- 29 september – Colin Dexter, brittisk författare.
- 10 oktober – Harold Pinter, brittisk dramatiker och författare, nobelpristagare 2005.
- 29 oktober – John Hedberg, svensk författare.
- 6 november – Urban Torhamn, svensk författare och konstnär.
- 8 december – Maximilian Schell, skådespelare, regissör och författare.
- 18 december – Inga-Britt Wik, finlandssvensk författare.
- 20 december – Sune Jonsson, svensk författare och dokumentärfotograf.
- 31 december – Lasse Holmqvist, svensk tv-programledare, journalist och författare.

## Avlidna
- 2 mars – D.H. Lawrence, 44, brittisk romanförfattare och poet.
- 12 mars – Alois Jirásek, 78, tjeckisk författare.
- 3 april – Ellen Wester, 57, svensk översättare och författare.
- 13 april – Agnes Branting, 68, svensk textilkonstnär och författare.
- 14 april – Vladimir Majakovskij, 36, rysk författare och bildkonstnär.
- 22 april – Jeppe Aakjær, 63, dansk författare.
- 7 juli – Sir Arthur Conan Doyle, 71, brittisk författare.
- 11 juli – Andon Zako Çajupi, 64, albansk författare.

### Fotnoter
1. ↑  ”Nobelpriset i litteratur”. https://www.nobelprize.org/prizes/lists/all-nobel-prizes-in-literature/. Läst 20 mars 2011.
2. ↑  ”Selma Lagerlöfs böcker”. Arkiverad från originalet den 27 augusti 2011. https://web.archive.org/web/20110827002154/http://selmalagerlof.org/bocker.html. Läst 12 april 2011.
3. ↑  ”Elsa Beskows boktitlar”. Arkiverad från originalet den 14 december 2012. https://web.archive.org/web/20121214172009/http://kampanj.bonniercarlsen.se/beskow/titlar1.htm. Läst 12 april 2011.